# Сидни
Вижте пояснителната страница за други значения на Сидни.
Сѝдни (на английски: Sydney, /ˈsɪdni/) е столицата на австралийския щат Нов Южен Уелс и най-големият град в Австралия и Океания. Разположен на източния австралийски бряг, градът обхваща залива Порт Джаксън, а периферията му се разпростира на 70 километра до Сините планини на запад, град Хоксбъри на север и областта Макартър на юг. Сидни е съставен от 658 предградия, 40 района на местно управление и 15 региона. Към 2024 година населението на агломерацията на Сидни се оценява на 5 557 233 души, а населението в централната градска част е около 146 297 души.
Сидни е най-големият финансов, транспортен, търговски и културен център в Австралия, съперничещ само с малко по-малкия Мелбърн.
Градът е основан като наказателна колония през 1788 година от капитан Артър Филип и става първото британско селище в Австралия. Днес Сидни е значима глобална и вътрешна туристическа дестинация и често е обявяван за един от най-красивите градове в света, почитан заради пристанището си, красивото крайбрежие, топъл климат и градски живот. XXVII летни олимпийски игри през 2000 г. значително допринасят за популяризирането на града. Градът също така е признат и за дом на две от световните архитектурни ценности – Операта в Сидни и моста Харбър Бридж. Според статистиката, през 2004 г. градът е бил посетен от 7,8 милиона австралийски туристи и 2,5 милиона посетители от чужбина.

## География
Сидни е разположен в крайбрежна низина, ограничена от Тихия океан на изток и Сините планини на запад. Урбанизираната област около града достига до река Хоуксбъри на север и до Кралския национален парк на юг. Градът е разположен до най-голямото естествено пристанище в света – Порт Джаксън.
В района на града има около 70 плажа, един от които е известният Бонди Бийч. Урбанизирата територия на град Сидни е с площ 1687 km² (2001), а на цялата агломерация около града – 12 145 km². В тази площ влизат и значителни неурбанизирани територии.
От географска гледна точка Сидни се разделя на две части – равнината Къмбърленд южно и западно от залива и прорязаното от долини плато Хорнзби на север от него. Градът възниква в равнинните райони южно от пристанището, а северните части първоначално се развиват по-бавно, заради хълмистия си релеф и трудния достъп през залива. Построеният през 1932 година Сидни Харбър Бридж свързва тези две части на града.
Климатът на Сидни е влажен субтропичен (Cfa по Кьопен), с топло лято и мека зима. Средните максимални температури през най-топлия месец януари са около 25,9 °C, а средните минимални температури през най-студения месец юли са около 8,0 °C. Годишното количество на валежите, разпределени относително равномерно през цялата година, е 873 mm.
Времето се смекчава от близостта на океана, като по-крайни температури се достигат в западните предградия навътре в сушата. Средният брой на дните с температура над 30 °C е 14,6 на година. Максималната регистрирана температура е 45,3 °C на 14 януари 1939 година. През зимата температурите по крайбрежието рядко падат под 5 °C. Най-ниската регистрирана температура е 2,1 °C.

## История
Археологическите изследвания показват, че районът на днешния град Сидни е обитаван поне от 30 хиляди години. Предполага се, че броят на аборигените в района при пристигането на първите британски заселници е между 4 и 8 хиляди души. Британците първоначално ги наричат еора, което означава „от тук“, „от това място“ на техния език. В действителност аборигените, живеещи в района на Сидни, говорят на езици от три различни групи – даруг, дхаравал и гурингай. Те са разделени на кланове, всеки от които има собствена територия. Въпреки че урбанизацията е унищожила повечето следи от тази епоха, на места и до днес са запазени скални рисунки и релефни изображения.
През 1770 година британският капитан-лейтенант Джеймс Кук акостира на брега на залива Ботани. Тук той за първи път се среща с аборигенските племена, населяващи Австралия. По нареждане на британското правителство там е основана наказателна колония, като първите каторжници пристигат на 18 януари 1788 година. Земята на първоначалния лагер е неплодородна и има недостиг на питейна вода, затова на 26 януари той е преместен към брега на залива Сидни. Градът е наречен на британския вътрешен министър лорд Сидни, който издава заповедта за основаването на наказателната колония.
Аборигените правят опити да се съпротивляват на британското заселване и се стига до сблъсъци между двете страни. През 1789 година обаче тежка епидемия, вероятно от едра шарка или варицела, унищожава голяма част от местните жители. Към 1820 година в района на Сидни са останали едва няколкостотин аборигени и британската администрация полага усилия да ги „цивилизова, покръсти и образова“, като ги отдели от клановете им. При управлението на губернатора на Нов Южен Уелс Лаклан Макуори Сидни започва да се благоустроява – британски и ирландски каторжници изграждат улици, мостове, кейове и обществени сгради. През 1822 година в града вече има банки, пазари, добре очертана улична мрежа и организирана полиция.
30-те и 40-те години на XIX век са време на динамично развитие, появяват се първите предградия и градът се разраства с пристигането на кораби с имигранти от Ирландия и Великобритания, желаещи да започнат живота си наново в новата страна. На 20 юли 1842 година е официално основана общината на Сидни, който става първият град в Австралия, а за негов първи кмет е избран Джон Хоскинг. През 1851 година започва първата от няколкото австралийски златни трески и пристанището на Сидни посреща първата от множество вълни имигранти от целия свят.
През последната четвърт на XIX век започва бързо развитие на предградията с въвеждането на парни трамваи и влакове, а в началото на XX век населението на града надхвърля 1 милион души. По това време населението на Сидни изпреварва това на австралийската столица Мелбърн, дългогодишен съперник за първенството сред градовете в страната.
Голямата депресия засяга сериозно Сидни, но въпреки това през 1932 г. е построен забележителният Сидни Харбър Бридж. През целия XX век, особено след Втората световна война градът продължава да се разраства, заради пристигащите имигранти от Европа, а по-късно и от Азия. През 70-те и 80-те години Сидни става седалище на множество финансови институции и измества Мелбърн и в качеството на финансова столица на Австралия.

## Население
Според преброяването от 2006 в метрополисния регион Сидни живеят 4 119 190 души, от които 3 641 422 в градската агломерация. Сидни е най-гъсто населеното селище в Австралия със средна гъстота на населението от 4 023 души на km2.
Населението на Сидни през 1788 година е по-малко от 1000 души. Първото преброяване от 1800 година показва, че в Сидни са живеели 2 540 души, а седемдесет години по-късно броят на жителите е скочил до 134 100 души. Между 1901 и 2001 населението се е увеличило от 487 900 в началото на ХХ век до 3,5 милиона в края му, което е почти седемкратна разлика. Най-голям прираст на населението Сидни вижда през последните шест десетилетия.
Преброяването от 2006 показва, че най-големите етнически групи в града са австралийци, англичани, ирландци, шотландци и китайци. Около 1,1% от всички запитани са посочили, че принадлежат към аборигенното население на страната, а 31,7% са родени извън Австралия. Австралийците с азиатски произход съставляват 16,9% от населението на Сидни. Най-голям брой имигранти има от Великобритания, Китай и Нова Зеландия. Съществен имиграционен поток има и от Виетнам, Ливан, Индия, Италия и Филипините.
Мнозинството от жителите на Сидни говорят английски като роден език или 64% от всички запитани. Останалите 36% се разпределят както следва: китайски (5,3%), арабски (3,9%), гръцки (1,9%), виетнамски (1,8%), италиански (1,7%), испански (1,1%) и езици с по-малко от 1 – 22,1%. Имиграционният поток към Сидни е отговорен за 75% от годишния прираст на градското население.
Средната възраст на населението на Сидни е 34 години; 12% от жителите са хора над 65 години. В образователен аспект 15,2% от населението е с висше образование степен бакалавър.
Според преброяването от 2006 64% от жителите на Сидни се самоопределят като християни, 14,1% не практикуват никакви религии, а 10,4% са отказали да отговарят на въпроса за религиозна принадлежност. Мюсюлманите съставляват 3,9% от населението на Сидни, плътно следвани от будистите с 3,7%. Хиндуистите са около 1,7%, юдаисти – 0,9%, а бахайците – 0,4%. В национален мащаб Сидни е градът с най-нисък процент от населението заявил липса на принадлежност към която и да е религия; за цялата страна атеистите и агностиците съставляват 18,7% от населението, а не определящите се 11,4%.

## Управление
Обширната урбанизирана територия на Сидни официално се разделя на 649 предградия, групирани в 40 административни зони. Общината на град Сидни включва сравнително малка територия – Централният делови район и съседните вътрешни предградия. Не съществува специален орган на управление, обхващащ цялата агломерация на Сидни, като услугите на това ниво са отговорност на правителството на щата Нов Южен Уелс и неговите агенции.

## Спорт
Всяка година се провежда мъжки и женски турнир по тенис през януари.

## Икономика
Като финансов, промишлен и икономически център на Австралия, Сидни е богат и процъфтяващ град, а жителите му се радват на вторите по размер в света средни доходи спрямо местната покупателна способност. Най-значимите стопански сектори по брой на заетите са услугите свързани с недвижимите имоти и бизнеса, търговията на дребно, промишлеността, здравеопазването и комуналните услуги. Тенденция от 80-те години на XX век е работните места да се изместват от промишлеността към сектора на услугите.
На Сидни се падат около 25% от брутния вътрешен продукт на Австралия. В града са седалищата на Резервната банка на Австралия, централната банка на страната, и на Австралийската фондова борса, както и на други 90 банки и на повече от половината от водещи австралийски компании, както и регионалните централи на над 500 международни компании.

## Инфраструктура

### Градоустройство и архитектура
Централният делови район на Сидни е разположен в протежение на около 3 km на юг от залива, до зоната на Централната гара, като граничи на изток с поредица паркове, а на запад – с Дарлинг Харбър, туристически квартал с активен нощен живот. Макар първоначално централният район да доминира в стопанския и културен живот на града, след Втората световна война се развиват вторични делови и културни центрове, разположени радиално около него. Наред с търговския квартал на Северен Сидни, свързан с Централния делови район чрез Сидни Харбър Бридж, основните делови квартали са Парамата, и Пенрит на запад, Бонди Джънкшън на изток, Ливърпул на югозапад, Чатсууд на север и Хартсвил на юг.
На територията на Сидни са разположени голям брой открити пространства, градът има достъп до водни басейни и дори в градския център има множество паркове и градини. В Централния бизнес район това са Китайската градина на приятелството, Хайд Парк, Домейн и Кралските ботанически градини. В рамките на градската агломерация се намират няколко национални парка, включително Кралския национален парк, вторият най-стар национален парк в света. Няколко национални парка на около 100 километра западно от центъра на града образуват включената в Списъка на световното наследство Зона на Големите сини планини.
Паркът Домейн е основан от губернатора Артър Филип едва шест месеца след пристигането на първите заселници. Първоначално той е предназначен само за губернаторите, но през 30-те години е отворен за обществеността. Хайд Парк е открит на 13 октомври 1810 година от губернатора Лаклан Макуори за „почивка и забавление на жителите на града и поле за упражнения на войските“. През 1888 година Паркът на стогодишнината в чест на стогодишния юбилей от европейското заселване. По подобен начин през 1988 година е открит и Парка на двестагодишнината. По време на празненствата за двестагодишния юбилей е открита и Китайската градина на приятелството по проект на побратимения със Сидни китайски град Гуанджоу.
В Сидни има множество исторически сгради със статут на паметници на културата, сред които Сградата на Общината, Куин Виктория Билдинг, Сградата на Парламента и Австралийския музей.
Няма един определен архитектурен стил, който да може да характеризира целия град. Първите по-значителни сгради и съоръжения в града, сред които Фара Макуори, Казармите Хайд Парк и Правителствения дом, са проектирани от каторжника Франсис Грийнуей. Други известни ранни архитекти са Джеймс Барнет, който проектира Главната пощенска станция, сградата на митницата и множество къщи, и Едмънд Блакет, който проектира катедралата Сейнт Андрюс и църквата Сейнт Филип.
Най-известният пример за съвременната архитектура на Сидни е сградата на Операта, открита на 20 октомври 1973 година. За нейния проект архитектът Йорт Утсон е удостоен с най-престижната награда за архитектура в света Прицкер, през 2007 година сградата е включена в Списъка на световното наследство на ЮНЕСКО.
Хари Сейдлър изгражда множество модернистични жилищни и административни сгради в Сидни, сред които Ем Ел Си Сентър, Капита Сентър и Острейлия Скуеър. Неговият стил е в контраст с този на архитектите от 50-те и 60-те години, които предпочитат по-естествени и органични форми, често прикрити с растителност и използващи естествени местни материали.

### Образование
Сидни е дом на голяма част от най-популярните образователни институции в Австралия. Университетът Сидни, създаден през 1850, е най-старото и най-голямото висше учебно заведение в страната. Други държавни университети разположени в града са Технологичен университет Сидни, Университет Нов Южен Уелс, Университет Западно Сидни, Университет Маккуайър и Австралийски католически университет (два от шест кампуса). В Сидни се намират и част от кампусите на Университет Нотър Дам Австралия, Университет Уолонгонг и Технологичен университет Къртин.
На територията на Сидни се намират четири кампуса на държавно субсидираните институти по програмата за Техническо и продължаващо обучение (TAFE): Технологичен институт Сидни, Северен институт Сидни за техническо и продължаващо обучение, Западен институт Сидни за техническо и продължаващо обучение и Югозападен институт Сидни за техническо и продължаващо обучение.
В Сидни се намират множество държавни, частни и църковни училища. Всички държавни училища се регулират от Департамента за образование и подготовка на Нов Южен Уелс. Градът е разделен на четири образователни зони, в които попадат 919 училища. От всички 30 училища в Нов Южен Уелс с ограничен прием общо 25 се намират в Сидни.

## Известни личности
Родени в Сидни
- Пат Съливан (1885 – 1933), аниматор
- Джулиън Макмеън (р. 1968), актьор и манекен
- Клаудия Блек (р. 1972), актриса
- Маркъс Зюсак (р. 1975), писател
- Хари Кюъл (р. 1978), футболист
- Тим Кейхил (р. 1979), футболист
- Гарет Едс (р. 1981), футболист
- Ивон Страховски (р. 1982), актриса
- Фийби Тонкин (p. 1989), актриса и манекенка

Починали в Сидни
- Норман Селф (1839 – 1911), инженер
- Николай Малко (1883 – 1961), украински диригент
- Етел Търнър (1870 – 1958), писателка
- Патрик Уайт (1912 – 1990), писател, лауреат на Нобелова награда за литература

## Побратимени градове
Сидни е побратимен със следните градове:
- Сан Франциско, Калифорния, САЩ (1968)
- Нагоя, Япония (1980)
- Уелингтън, Нова Зеландия (1982)
- Гуанджоу, Народна република Китай (1985)
- Портсмут, Великобритания (1984)
- Флоренция, Италия (1986)
- Париж, Франция (1998)

Сидни поддържа приятелски връзки със следните градове:
- Берлин, Германия (2000)